# Мертенс, Пьер
Пьер Мертенс (фр. Pierre Mertens, 9 октября 1939, Брюссель — 19 января 2025) — бельгийский писатель и журналист, писал на французском языке.

## Биография
По образованию — юрист, специалист по международному праву, закончил Брюссельский свободный университет, в 1987 году возглавил в нём кафедру социологии литературы.

### Смерть
Умер 19 января 2025 года в возрасте 85 лет.

## Творчество
В прозе часто прибегает к соединению истории с вымыслом: таковы романы «Ослепления» (1987, на основе биографии Готфрида Бенна) и «Тайные письма» (1990, об Альбане Берге), «Мир в королевском семействе» (1995, о бельгийской королевской семье, вызвал скандал и судебное преследование автора).

## Признание
В 1990 году избран в Королевскую академию языка и литературы Бельгии, стал кавалером французского Ордена искусств и литературы. Премия принца Монако (2009). Почётный член Литературной академии Квебека.

## Произведения
- L’Inde ou l’Amérique (1969, премия Виктора Росселя)
- Le Niveau de la mer (1970, новеллы)
- Les Bons offices (1974)
- Terre d’asile (1978)
- Nécrologies (1979, новеллы)
- La Fête des anciens (1983)
- Terreurs (1983, новеллы)
- Perdre (1984)
- Berlin (1986)
- Les eblouissements (1987, роман о Г. Бенне, премия Медичи)
- Uwe Johnson, le scripteur de murs (1989, эссе об У. Йонсоне)
- L’agent double (1989, эссе о писателях)
- Lettres clandestines (1990, роман об А. Берге)
- Les Chutes centrales (1990, новеллы)
- Les Phoques de San Francisco (1991, новеллы)
- Flammes (1993, пьесы)
- Une paix royale (1995)
- Collision et autres nouvelles (1995)
- Une Seconde Patrie (1997, эссе)
- Tout est feu (1999, интервью)
- Perasma (2001)
- Rilke, ou, L’ange déchiré (2001)
- А propos de l’engagement littéraire (2002, эссе)
- Écrire après Auschwitz?: Semprun, Levi, Cayrol, Kertész (2003, эссе)
- Les chutes centrales (2007)
- Le don d’avoir été vivant (2009)